# 蒙里水电站
蒙里水电站位于中国广东省韶关市曲江区乌石镇蒙里村。工程于2002年9月开工，2004年9月开始蓄水，同年10月第一台机组发电。坝址以上控制流域面积16750平方千米，水库总库容1.81亿立方米。枢纽主要有土坝、船闸、厂房、门库段、连接坝段等。土坝坝顶长467米，最大坝高9米。最大过闸船舶为300吨级。电站装机容量5.2万千瓦，年均发电量1.88亿千瓦时。